# Bob ai XXIV Giochi olimpici invernali - Bob a due maschile
Nel bob ai XXIV Giochi olimpici invernali la gara del bob a due maschile si è disputata nelle giornate del 14 e 15 febbraio 2022 sulla pista del National Sliding Centre nella località di Yanqing.

## Riepilogo
Il titolo olimpico uscente apparteneva alla coppia tedesca composta da Francesco Friedrich e Thorsten Margis e a quella canadese formata da Justin Kripps e Alexander Kopacz, le quali tagliarono il traguardo con il medesimo tempo calcolato al centesimo di secondo, mentre al terzo posto si era piazzata la compagine lettone costituita da Oskars Melbārdis e Jānis Strenga. I detentori del titolo mondiale di Altenberg 2021 erano lo stesso Friedrich con il frenatore Alexander Schüller.
La medaglia d'oro è stata conquistata nuovamente dall'equipaggio tedesco formato da Francesco Friedrich e Thorsten Margis, giunti al traguardo con 49 centesimi di secondo davanti alla formazione composta dai connazionali Johannes Lochner e Florian Bauer, che hanno quindi vinto la medaglia d'argento, e precedendo sul podio l'altra compagine tedesca costituita da Christoph Hafer e Matthias Sommer, staccati di 1 secondo e 69 centesimi dai vincitori.
Friedrich e Margis si confermarono quindi campioni olimpici nella disciplina a due dopo l'oro vinto a Pyeongchang 2018, eguagliando così le imprese compiute dai connazionali André Lange e Kevin Kuske a Torino 2006 e a Vancouver 2010 e dagli svizzeri Gustav Weder e Donat Acklin ad Albertville 1992 e a Lillehammer 1994; fu inoltre la prima volta nella storia del bob olimpico che un'unica nazione vinse tutte e tre le medaglie nel medesimo evento.

## Sistema di qualificazione
In base a quanto previsto dal regolamento di qualificazione ai Giochi, potevano partecipare alla competizione al massimo 30 equipaggi suddivisi secondo le seguenti quote: 2 nazioni avevano diritto a schierare tre equipaggi, 7 nazioni potevano portarne due e altre 10 soltanto uno; era inoltre garantito almeno un posto per una compagine cinese in qualità di nazione ospitante i Giochi. Tenendo conto di questo sistema di selezione, la quota dei piloti schierabili da ogni comitato olimpico nazionale era calcolata in base alla graduatoria dell'IBSF Ranking (classifica a punti comprendente le gare di Coppa del Mondo, Coppa Europa e Coppa Nordamericana, con pesi differenti) al 16 gennaio 2022. Eventuali ulteriori posti avanzati verranno assegnati scorrendo il suddetto Ranking IBSF. La scelta delle atlete vere e proprie era tuttavia a discrezione di ogni comitato nazionale, a patto che essi soddisfino determinati requisiti di partecipazione a gare internazionali disputatesi nella stagione pre-olimpica e sino al 16 gennaio 2022.

### Equipaggi qualificati
Il 17 gennaio 2022 la IBSF aveva diramato i comunicati ufficiali in merito ai 30 equipaggi qualificati ai Giochi e il successivo 23 gennaio tutti gli aventi diritto confermarono la partecipazione alla gara:
- Nazioni con tre equipaggi:  Germania e  Canada.
- Nazioni con due equipaggi:  Svizzera,  Stati Uniti,  Lettonia,  Corea del Sud,  Cina,  ROC e  Austria.
- Nazioni con un equipaggio:  Gran Bretagna,  Francia,  Romania,  Rep. Ceca,  Italia,  Monaco,  Brasile,  Trinidad e Tobago,  Paesi Bassi e  Giamaica.

## Record del tracciato
Prima della manifestazione non era ancora stato stabilito alcun primato del tracciato del National Sliding Centre, di conseguenza durante la competizione sono stati battuti i seguenti record:
| Record   | Data        | Evento   | Atleta                                | Nazione  | Tempo |
| -------- | ----------- | -------- | ------------------------------------- | -------- | ----- |
| Partenza | 14 febbraio | manche 1 | Francesco Friedrich / Thorsten Margis | Germania | 4"95  |
| Pista    | 14 febbraio | manche 1 | Francesco Friedrich / Thorsten Margis | Germania | 59"02 |
| Partenza | 14 febbraio | manche 2 | Francesco Friedrich / Thorsten Margis | Germania | 4"94  |
| Partenza | 15 febbraio | manche 3 | Francesco Friedrich / Thorsten Margis | Germania | 4"93  |
| Pista    | 15 febbraio | manche 3 | Francesco Friedrich / Thorsten Margis | Germania | 58"99 |

## Classifica di gara
| Pos. | Nazione           | Atlete                                        | 1ª manche | 2ª manche | 3ª manche  | 4ª manche | Totale  | Distacco |
| ---- | ----------------- | --------------------------------------------- | --------- | --------- | ---------- | --------- | ------- | -------- |
|      | Germania          | Francesco Friedrich Thorsten Margis           | 59"02     | 59"36     | 58"99 (TR) | 59"52     | 3'56"89 | –        |
|      | Germania          | Johannes Lochner Florian Bauer                | 59"26     | 59"27     | 59"32      | 59"53     | 3'57"38 | +0"49    |
|      | Germania          | Christoph Hafer Matthias Sommer               | 59"44     | 59"93     | 59"51      | 59"70     | 3'58"58 | +1"69    |
| 4    | Svizzera          | Michael Vogt Sandro Michel                    | 59"57     | 59"90     | 59"59      | 59"77     | 3'58"83 | +1"94    |
| 5    | Austria           | Benjamin Maier Markus Sammer                  | 59"51     | 59"96     | 59"64      | 1'00"01   | 3'59"12 | +2"23    |
| 6    | Monaco            | Rudy Rinaldi Boris Vain                       | 59"62     | 59"90     | 59"57      | 1'00"05   | 3'59"14 | +2"25    |
| 7    | Canada            | Christopher Spring Mike Evelyn                | 59"54     | 1'00"03   | 59"76      | 59"93     | 3'59"26 | +2"37    |
| 8    | ROC               | Rostislav Gajtjukevič Aleksej Laptev          | 59"41     | 59"91     | 59"80      | 1'00"19   | 3'59"31 | +2"42    |
| 9    | Lettonia          | Oskars Ķibermanis Matīss Miknis               | 59"65     | 59"94     | 59"82      | 59"93     | 3'59"34 | +2"45    |
| 10   | Canada            | Justin Kripps Cam Stones                      | 59"61     | 1'00"08   | 59"71      | 1'00"00   | 3'59"40 | +2"51    |
| 11   | Gran Bretagna     | Brad Hall Nick Gleeson                        | 59"69     | 1'00"05   | 1'00"22    | 59"96     | 3'59"92 | +3"03    |
| 12   | Francia           | Romain Heinrich Dorian Hauterville            | 59"93     | 1'00"04   | 59"92      | 1'00"05   | 3'59"94 | +3"05    |
| 13   | Stati Uniti       | Frank Del Duca Hakeem Abdul-Saboor            | 59"87     | 1'00"22   | 59"86      | 1'00"15   | 4'00"10 | +3"21    |
| 14   | Cina              | Sun Kaizhi Wu Qingze                          | 1'00"04   | 1'00"01   | 59"99      | 1'00"25   | 4'00"29 | +3"40    |
| 15   | Rep. Ceca         | Dominik Dvořák Jakub Nosek                    | 59"90     | 1'00"04   | 1'00"20    | 1'00"16   | 4'00"30 | +3"41    |
| 16   | Romania           | Mihai Cristian Tentea Nicolae Ciprian Daroczi | 59"83     | 1'00"46   | 1'00"19    | 1'00"28   | 4'00"76 | +3"87    |
| 17   | Lettonia          | Emīls Cipulis Edgars Nemme                    | 1'00"00   | 1'00"24   | 1'00"20    | 1'00"46   | 4'00"90 | +4"01    |
| 18   | Svizzera          | Simon Friedli Andreas Haas                    | 59"97     | 1'00"37   | 1'00"47    | 1'00"34   | 4'01"15 | +4"26    |
| 19   | Corea del Sud     | Won Yun-jong Kim Jin-su                       | 59"89     | 1'00"28   | 1'00"10    | 1'00"97   | 4'01"24 | +4"35    |
| 20   | Canada            | Taylor Austin Daniel Sunderland               | 1'00"11   | 1'00"41   | 1'00"29    | 1'00"55   | 4'01"36 | +4"47    |
| 21   | Italia            | Patrick Baumgartner Robert Mircea             | 1'00"08   | 1'00"47   | 1'00"38    | NQ        | 3'00"93 | -        |
| 22   | Cina              | Li Chunjian Liu Wei                           | 1'00"31   | 1'00"36   | 1'00"43    | NQ        | 3'01"10 | -        |
| 23   | Paesi Bassi       | Ivo De Bruin Jelen Franjic                    | 1'00"46   | 1'00"36   | 1'00"35    | NQ        | 3'01"17 | -        |
| 24   | Corea del Sud     | Suk Young-jin Kim Hyeong-geun                 | 1'00"28   | 1'00"46   | 1'00"52    | NQ        | 3'01"26 | -        |
| 25   | ROC               | Maksim Andrianov Vladislav Žarovcev           | 1'00"24   | 1'00"75   | 1'00"55    | NQ        | 3'01"54 | -        |
| 26   | Austria           | Markus Treichl Markus Glück                   | 1'00"42   | 1'00"52   | 1'00"66    | NQ        | 3'01"60 | -        |
| 27   | Stati Uniti       | Hunter Church Charles Volker                  | 1'00"38   | 1'01"40   | 1'00"53    | NQ        | 3'02"31 | -        |
| 28   | Trinidad e Tobago | Axel Brown Andre Marcano                      | 1'00"81   | 1'00"89   | 1'00"86    | NQ        | 3'02"56 | -        |
| 29   | Brasile           | Edson Luques Bindilatti Edson Ricardo Martins | 1'01"11   | 1'01"36   | 1'01"34    | NQ        | 3'03"81 | -        |
| 30   | Giamaica          | Shanwayne Stephens Nimroy Turgott             | 1'01"23   | 1'01"35   | 1'01"54    | NQ        | 3'03"12 | -        |

Data: Lunedì 14 febbraio 2022

Ora locale 1ª manche: 20:05

Ora locale 2ª manche: 21:40

Data: Martedì 15 febbraio 2022

Ora locale 3ª manche: 20:10

Ora locale 4ª manche: 21:50

Pista: National Sliding Centre

Legenda:
- NQ = non qualificati per la quarta manche
- DNS = non partiti (did not start)
- DNF = prova non completata (did not finish)
- DSQ = squalificati (disqualified)
- Pos. = posizione
- TR = record del tracciato (track record)
- In grassetto il miglior tempo di manche.